# Кадзюлис, Вацлав Юрьевич
Вацлав Юрьевич Кадзюлис — советский хозяйственный, государственный и политический деятель.

## Биография
Родился в 1897 году в Матейкишкяе. Член КПСС с 1917 года.
С 1916 года — на хозяйственной, общественной и политической работе. В 1916—1956 гг. — участник Октябрьской революции, председатель районного комитета РСДРП(б), председатель Железнодорожного районного Совета в Туле, народный комиссар путей сообщения ССР Литвы и Белоруссии, начальник Политического отдела Сызрано-Вяземской железной дороги, комиссар службы тяги Московско-Курской железной дороги, заведующий Тульским губернским отделом управления, инструктор ВЦИК, председатель Исполнительного комитета Владикавказского окружного Совета[уточнить], председатель Исполнительного комитета Владикавказского городского Совета, директор Ростовского института инженеров железнодорожного транспорта, заместитель начальника Политического отдела Литовской железной дороги, начальник Политического отдела Литовской железной дороги, начальник Политического отдела Балтийской железной дороги.
Избирался депутатом Верховного Совета Литовской ССР 3-го созыва.
Умер в Вильнюсе в 1984 году.